# Linke Opposition in der Sowjetunion
Der Begriff Linke Opposition bezeichnet diejenigen Gruppierungen innerhalb der KPdSU (B), die in den 1920er Jahren im linksideologischen Gegensatz zu Josef Stalins Doktrin und dem damit verbundenen Aufstieg der Bürokratie im sowjetischen Partei- und Staatsapparat standen. Im Unterschied dazu existierten Gruppierungen um Nikolai Bucharin, Alexei Rykow und Michail Tomski, die von Stalin als „Rechtsabweichler“ (Rechte Opposition) bezeichnet wurden. Zur sogenannten Linken Opposition zählten zunächst vor allem die Anhänger des Gründers und Oberbefehlshabers der Roten Armee, Leo Trotzki (Trotzkisten). Im April 1926 vereinigten sie sich mit den Anhängern des Vorsitzenden der Kommunistischen Internationale, Grigori Sinowjew, und des Vorsitzenden des Politbüros, Lew Kamenew, unter dem Namen Vereinigte Opposition. Später wurde noch Timofei Sapronows radikale Gruppe der „Demokratischen Zentralisten“ dazugezählt. Nachdem die Vereinigte Opposition Ende 1927 organisatorisch weitgehend zerschlagen wurde, ging der sozialistisch motivierte Widerstand gegen das Stalin-Regime in der Folgezeit meist von konspirativ arbeitenden Gruppierungen im Untergrund und von den sibirischen Verbannungsorten der Oppositionellen aus, wo sie sich in den Lagern des Gulag organisierten. Bis auf wenige Ausnahmen wurden sämtliche Anhänger der marxistisch ausgerichteten antistalinistischen Opposition im Zuge des Großen Terrors 1936–1938 ermordet.

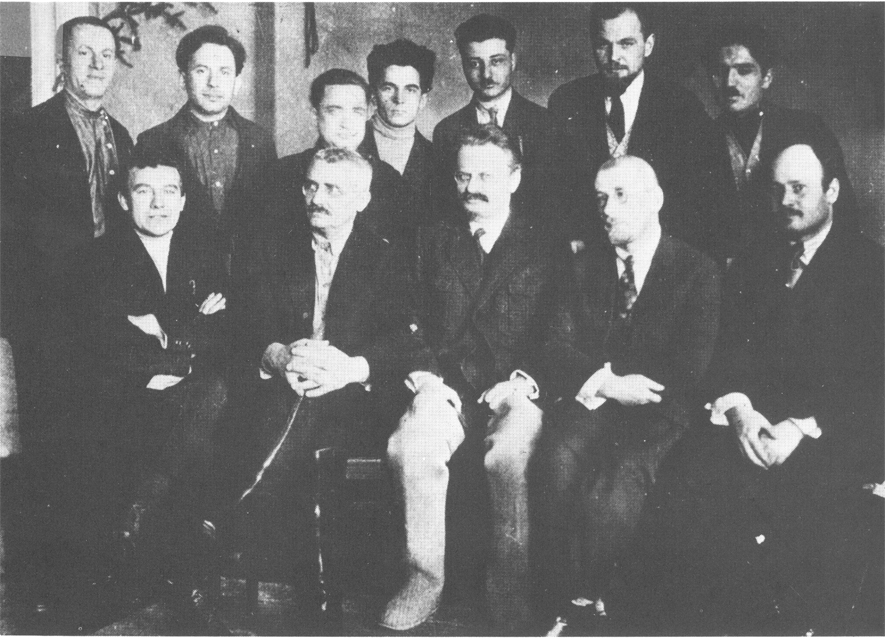
Mitglieder der Linken Opposition 1927, darunter Leo Trotzki (vordere Reihe, Mitte), Iwan Smirnow, Iwar Smilga und Wagarschak Ter-Waganjan

## Lenins Tod und das Testament
Nach dem Tod Wladimir Iljitsch Lenins, der unumstrittenen Führungsfigur der bolschewistischen Bewegung und des Initiators der Oktoberrevolution von 1917, am 21. Januar 1924 spielte sich ein Kampf um die politische Macht im sowjetischen Staatsapparat ab. Neben Lenin galt der Volkskommissar für Kriegswesen und Bürgerkriegsheld Leo Trotzki als bekanntester und populärster Sowjetführer, zumal er schon in der Revolution 1905 als Vorsitzender des Petrograder Sowjets fungiert und im Oktober 1917 den Sturz der Provisorischen Regierung durch die Bolschewiki vorbereitet hatte. Die Übernahme der Nachfolge Lenins durch Trotzki galt deshalb in weiten Teilen der sowjetischen Partei sowie der kommunistischen Weltbewegung als wahrscheinlichste Option. Misstrauen schlug Trotzki allerdings wegen seiner früheren Zugehörigkeit zur mit den Bolschewiki rivalisierenden Gruppe der Menschewiki sowie seiner langjährigen und oft erbittert geführten Auseinandersetzungen mit Lenin vor 1917 entgegen. Zudem hatten sich bereits in den letzten Lebensjahren Lenins Konflikte zwischen Trotzki und anderen Parteiführern hinsichtlich inhaltlicher Differenzen angebahnt. Während Trotzki mit seinem konsequenten Internationalismus und der Theorie der permanenten Revolution für eine möglichst schnelle Ausbreitung revolutionärer Erhebungen und Machteroberungen durch kommunistische Bewegungen im Rahmen der sich ab 1917 in verschiedenen europäischen Ländern vollziehenden Weltrevolution stand, vertraten beispielsweise Stalin und Bucharin deutlich gemäßigtere Positionen und zogen eine umfassende Konsolidierung der Sowjetmacht in Russland einer internationalen Revolutionsstrategie vor. Nicht zuletzt deshalb ging die faktische Nachfolge Lenins im Frühjahr 1924 an ein Kollegium aus Sinowjew, dem Vorsitzenden des Exekutivkomitees der Kommunistischen Internationale und Leiter des Petrograder Sowjets, Kamenew, einem engen Mitarbeiter Lenins, und Stalin, der sich bis dato immer im Hintergrund gehalten hatte. Letzterer sicherte sich rasch die führende Rolle in diesem Triumvirat, dessen Hauptziel einzig und allein die Verhinderung Trotzkis an der Parteispitze war.
Lenin selbst hatte ein sogenanntes Testament hinterlassen, das im Mai 1924 erstmals in den Führungsgremien der Partei verlesen wurde. Obwohl auch hier kein Nachfolger persönlich genannt wurde, musste Trotzki nach wie vor als Favorit gehandelt werden, zumal Lenins Urteil über ihn als insgesamt positiver aufgefasst wurde („fähigster Mann im gegenwärtigen ZK“), als jenes über Stalin.

„Genosse Stalin hat, nachdem er Generalsekretär geworden ist, eine unermessliche Macht in seinen Händen konzentriert, und ich bin nicht überzeugt, dass er es immer verstehen wird, von dieser Macht vorsichtig genug Gebrauch zu machen. Anderseits zeichnet sich Genosse Trotzki, wie schon sein Kampf gegen das ZK in der Frage des Volkskommissariats für Verkehrswesen bewiesen hat, nicht nur durch hervorragende Fähigkeiten aus. Persönlich ist er wohl der fähigste Mann im gegenwärtigen ZK, aber auch ein Mensch, der ein Übermaß von Selbstbewusstsein und eine übermäßige Vorliebe für rein administrative Maßnahmen hat.“

Nicht zuletzt wegen der negativen Beurteilung Stalins und der Kritik an anderen hochrangigen Parteiführern, zum Beispiel dem Wirtschaftstheoretiker Bucharin („Seine theoretischen Anschauungen können nur mit sehr großen Bedenken zu den völlig marxistischen gerechnet werden, denn in ihm steckt etwas Scholastisches (er hat die Dialektik nie studiert und, glaube ich, nie vollständig begriffen)“), wurde das Testament unter Verschluss gehalten und nicht parteiöffentlich zugänglich gemacht. Für Trotzkis Position im Machtkampf um Lenins Nachfolge bedeutete dies einen herben Rückschlag.

## Stalins Macht und der Aufstieg der Bürokratie
Stalins wachsende Macht beruhte vordergründig auf der Informationsfülle, die ihm sein Amt in der Arbeiter- und Bauerninspektion gab. Stalin konnte so in sämtliche Dienststellen und Verwaltungszweige hineinblicken und Informationen sammeln, die er gegen seine Gegner verwendete. Hinzu kam der zunächst eher unbedeutende Posten als Generalsekretär der Partei, der auf dem XI. Parteitag im Jahre 1922 geschaffen wurde, und der bald ein Bindeglied zwischen der Zentralen Kontrollkommission (ZKK) und dem Zentralkomitee (ZK) beziehungsweise dem Politbüro des Zentralkomitees darstellte. Dies verschaffte Stalin zudem Einfluss auf die – zunächst noch harmlosen und für die Parteimitglieder ungefährlichen – Parteisäuberungen.
Die sozialen Ursachen für den Aufstieg Stalins und der Bürokratie als gesellschaftliche Schicht im postrevolutionären Russland wurden von Trotzki und der Linken Opposition allerdings wesentlich tiefgründiger analysiert (wenn auch nur in Ansätzen der späteren – vollständigen – Stalinismus-Analyse Trotzkis aus den 1930er Jahren). Trotzki machte vor allem die Verwüstung des Landes durch insgesamt sieben Jahre Krieg, die ökonomische Rückständigkeit Russlands im Vergleich zu den hochentwickelten kapitalistischen Staaten West- und Mitteleuropas oder Nordamerikas und die imperialistische Umkreisung des vorerst einzigen Arbeiterstaates weltweit für eine allgemeine Notsituation verantwortlich, in deren Folge die politische Herrschaft nicht mehr von der Arbeiterklasse und ihren Vertretern, sondern von einer neuen Schicht aus Bürokraten aus dem Funktionärsapparat der Partei, der Leitungsebene der Betriebe und der Armee ausgeübt werde. Während – so Trotzki – also die sozialen Grundlagen der Oktoberrevolution weiterhin erhalten bleiben (Verstaatlichung der Industrie, Ansätze einer Planwirtschaft und staatliches Außenhandelsmonopol), findet auf politischer Ebene ein konterrevolutionärer Vorgang statt, der seinen Ausdruck in der Machtverschiebung von der Masse der Arbeiter und Bauern auf die kleine Kaste der Bürokratie findet. Dementsprechend vertreten die Repräsentanten der Bürokratie in der Parteiführung auch keine revolutionäre Politik auf internationalistischer und klassenkämpferischer Grundlage, sondern sind in erster Linie an der Erhaltung des Status quo und ihrer eigenen Macht und Privilegien interessiert. Stalin fungiere als idealer Fürsprecher der Bürokratie und sei deren bester Ausdruck in der Führung der Kommunistischen Partei. In diesem Kontext sei auch die These vom „Aufbau des Sozialismus in einem Land“ zu sehen, die Ausdruck eines großrussischen Chauvinismus und nationaler Borniertheit sei und deshalb im Gegensatz zum revolutionär-sozialistischen Anspruch und Programm der Bolschewiki stehe.

## Die Linke Opposition 1923–1927

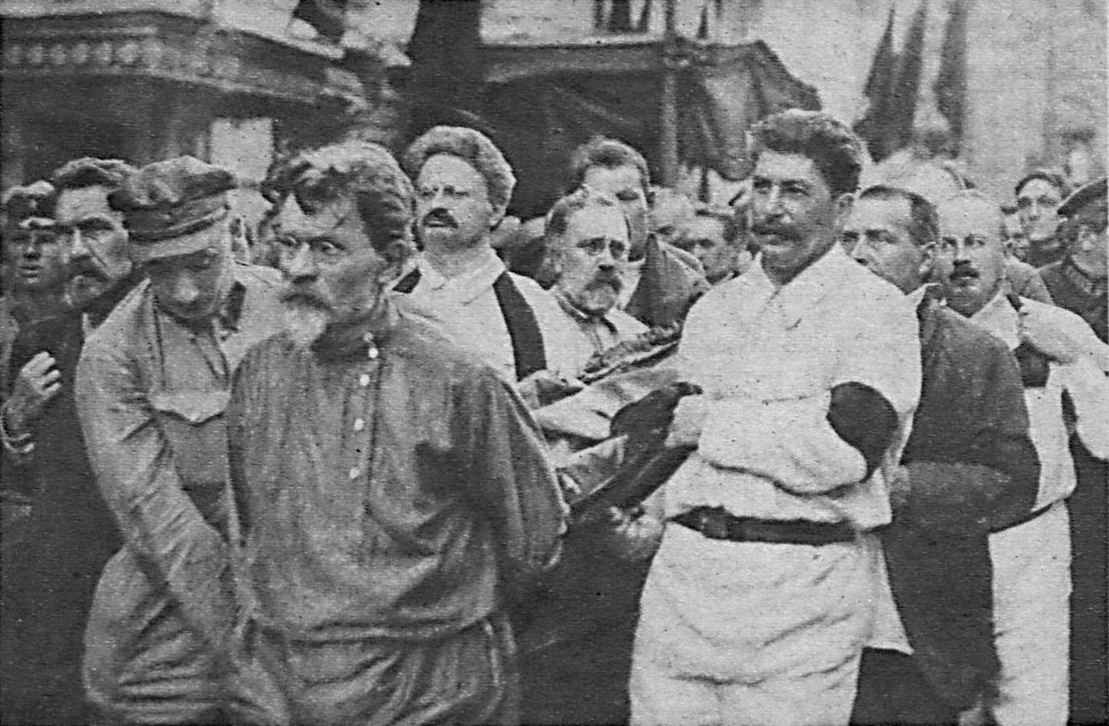
Der letzte gemeinsame öffentliche Auftritt der alten Garde der bolschewistischen Partei bei der Beerdigung Felix Dserschinkis im Juli 1926 (darunter Kalinin, Trotzki, Kamenew, Stalin und Bucharin)

Lenins schon in seinem Testament vorgebrachte Warnungen vor einer hegemonialen Rolle Stalins innerhalb der Kommunistischen Partei wurden inhaltlich bereits am 15. Oktober 1923 vorweggenommen, als 46 hochrangige sowjetische Parteifunktionäre in der sogenannten „Erklärung der 46“ vor immer deutlicher erkennbaren Verwerfungen und Missständen in Partei und Staat warnten, die mit dem Aufstieg der Bürokratie einhergingen:

„Parteimitglieder, die mit dieser oder jener Verordnung des ZK oder sogar eines Gouvernementskomitees unzufrieden sind, die diese oder jene Zweifel haben, diese oder jene Fehler, Ungereimtheiten oder Missstände für sich registrieren, fürchten sich davor, hierüber auf Parteiversammlungen zu sprechen - mehr noch, sie haben Angst, miteinander zu reden, wenn der Gesprächsteilnehmer kein völlig zuverlässiger, d.h. nicht ‚schwatzhafter' Mensch ist. Die freie Diskussion innerhalb der Partei hat faktisch aufgehört, die öffentliche Meinung der Partei ist verstummt. In unseren Tagen werden die Gouvernementskomitees und das ZK der KPR nicht von der Partei und nicht von ihren  Massen aufgestellt und gewählt. Im Gegenteil: In immer größerem Maße wählt die Sekretärs-Hierarchie der Partei die Teilnehmer für Konferenzen und Parteitage, die immer mehr zu Versammlungen werden, auf denen diese Hierarchie bestimmt. Das Regime, das sich innerhalb der Partei etabliert hat, ist völlig unerträglich: es tötet die Selbständigkeit der Partei und setzt an Stelle der Partei einen auserwählten bürokratischen Apparat.“

Diese Erklärung kann als Ausgangspunkt der von nun an beginnenden organisierten innerparteilichen Opposition gegen den aufkommenden Stalinismus gesehen werden. Ausgehend von der in ihr geäußerten Kritik bildete sich fortan um Leo Trotzki die Linksopposition innerhalb der KPdSU (B), die konträr zu Stalins Wirtschafts-, Staats- und Außenpolitik stand. Anfangs noch als eher lockere Gruppierung um Trotzki herum, wurde die Opposition mit der zunehmenden Verdrängung Trotzkis aus der ersten Reihe der bolschewistischen Partei ab Anfang 1925 und dem späteren Übertritt Sinowjews und Kamenews in ihre Reihen organisatorisch gefestigter und trat einheitlicher auf. Zunehmend positionierte sie sich allgemein und öffentlich zu grundlegenden Fragen der sowjetischen Politik, die immer mehr von Stalin und der ihn umgebenden Riege aus Parteifunktionären gelenkt wurde. Zentrale Forderungen wurden von der Opposition bei Fragen der Wirtschaft, des Umgangs mit der Bauernschaft, der innerparteilichen Demokratie und der internationalen Lage aufgestellt.
| Wirtschaft | Bauernschaft | Partei | Außenpolitik |
| --- | --- | --- | --- |
| Verbesserung der Bedingungen der städtischen Arbeiterschaft; Erhöhung der Löhne; Abrechnung von Überstunden; Verbesserung der Wohnsituation; Erhöhung des Arbeitslosengeldes; Gleiche Bezahlung bei gleicher Arbeit für Frauen; Freie Wahl von Gewerkschaftsfunktionären; Unabhängigkeit der Fabrikkomitees und Gewerkschaften von der Betriebsleitung auf allen Ebenen | „Klassenkampf auf dem Lande“: Die Partei muss an der Spitze der Landarbeiter sowie der armen und mittleren Bauern im Kampf gegen die Ausbeutung durch die Kulaken (reiche Bauern) stehen | Da in der Partei mehr Funktionäre als Arbeiter vorhanden sind (462.000 Funktionäre und 445.000 Arbeiter im Januar 1927), muss der Degeneration der Parteiführung Einhalt geboten werden: Wiederherstellung der innerparteilichen Demokratie; Ende der „Oppositionellenhetze“ in der Parteierziehung; Ende der Bedrohung und Unterdrückung von Dissidenten | Ende der Bevormundung der KI-Sektionen durch die Parteiführung in Moskau; Beendigung der Zweckbündnisse kommunistischer Parteien mit bürgerlichen Kräften (zum Beispiel in China) |

Insgesamt sollte vor allem eine rasche Industrialisierung und die schnelle Kollektivierung der Landwirtschaft bei gleichzeitig stärkerer Belastung der wohlhabenderen Bauern die Situation der Bevölkerung verbessern. Die zunehmende Bürokratisierung des Staatsapparats wurde mit der Rückkehr zur Rätedemokratie beantwortet. Die Fehlschläge in der Außenpolitik, zum Beispiel das Scheitern der ersten chinesischen Revolution, wurden dem stalinistischen Wirken in der Kommunistischen Internationale zugeschrieben.
Im Januar 1925 wurde Leo Trotzki vom Amt des Volkskommissars für Kriegswesen enthoben, mit dem seine Person bis dahin untrennbar verknüpft war. In der Folgezeit setzte sich seine zunehmende Isolierung in Partei und Staat fort. War Trotzki bis Anfang 1925 noch Führer von Millionen von Soldaten in der Roten Armee und weiteren Millionen in der Kommunistischen Internationale gewesen, so musste er sich ab Mai dieses Jahres mit den Ämtern eines Chefs der elektrotechnischen Verwaltung und des Vorsitzenden der wissenschaftlich-technischen Verwaltung der Industrie abgeben, vergleichsweise niedrige Tätigkeitsbereiche für den weltweit bekannten Revolutionär. Eine bedeutende Wende stellte sich erst im Frühjahr 1926 ein. Schon im Vorjahr waren die Gegensätze in dem Triumvirat Stalin, Sinowjew und Kamenew offen aufgebrochen und letztere entfernten sich von Stalin. Die Möglichkeit eines oppositionellen Blocks aus der Linken Opposition Trotzkis und Sinowjew und Kamenew, die weitgehend die Kontrolle über die größten Parteigliederungen Leningrad und Moskau hatten, wurde nun offener diskutiert, stieß jedoch anfangs auf Ablehnung im Lager Trotzkis. Dieser berichtet in seiner Autobiographie unter anderem davon, dass bei internen Diskussionen über die Frage eines Zusammengehens mit Sinowjew und Kamenew von einigen Oppositionellen sogar kurzzeitig die Bildung eines Blocks Trotzki-Stalin gegen Sinowjew-Kamenew erwogen wurde, was jedoch aufgrund grundsätzlicher politischer Überlegungen schnell abgelehnt worden sei. Im weiteren Verlauf des Jahres verschärfte sich der Kampf zwischen der Stalin-Fraktion und der nun Vereinigten Opposition zusehends. Am 16. Oktober 1926 musste die Opposition eine Erklärung abgeben, in der sie zusicherte, von Handlungen abzulassen, die die Gefahr einer Spaltung der Partei erzeugen könnten. Um die Jahreswende 1926/1927 war sie – so Trotzki – weitgehend geschwächt und Sinowjew und Kamenew befanden sich kurz vor der Kapitulation gegenüber den Stalinisten. Erst die Katastrophe in China Anfang 1927 brachte den innerparteilichen Kampf auf eine neue und bis dahin ungekannte Stufe.
Stalin sah in China trotz der immer wieder auflodernden Arbeiterkämpfe keine sozialistische Perspektive. Deswegen zwang er die Kommunistische Partei Chinas zu einem antiimperialistischen Bündnis mit der bürgerlichen, rechten Kuomintang. Im Laufe der Jahre benutzte die Kuomintang vor allem nach dem Führungswechsel von Sun Yat-sen zu Chiang Kai-shek dieses Bündnis, um entschieden gewaltsam gegen die Kommunisten vorzugehen. Im April 1927 ließ sie circa 2000 chinesische Kommunisten in Shanghai in einem geplanten Massaker ermorden. Die Parteistrukturen der KPCh in Shanghai wurden vollständig zerschlagen.
Auf einer Sitzung des Exekutivkomitees der Kommunistischen Internationale, die in der zweiten Maihälfte 1927 in Moskau stattfand, kam dieser Misserfolg in der sowjetischen China-Politik an die Öffentlichkeit. Der stalinistische Apparat kam dadurch zunehmend in Bedrängnis. Eine am 26. Mai 1927 übergebene Erklärung, der sich noch 83 oppositionelle Parteifunktionäre anschlossen, verstärkte den Druck auf Stalins Apparat. Die oppositionelle Propaganda wurde folglich immer intensiver; sie überschwemmte die Organisationen in Gestalt von Flugblättern, Broschüren und anderen Materialien und forderte den Abbau der Autorität des ZK. Nur noch die Furcht vor Sanktionen hinderte viele daran, ihre Meinung auszusprechen. Zu diesem Zeitpunkt bestand die Vereinigte Opposition aus bis zu 8000 Anhängern, vor allem in den großen Parteiorganisationen in Moskau und Leningrad. Die Stärke der Opposition in der innerparteilichen Debatte führte zudem zu vereinzelten Forderungen aus ihren Reihen, eine neue Partei zu gründen. Trotzki stellte sich allerdings gegen diese Pläne, da eine neue Partei keine Massenbasis hätte und die Bürokratie nur ein Übergangsregime sei.
Auf den Druck der Linken Opposition antworteten Stalin und seine Anhänger mit einem Linksruck, um sich Zeit zu verschaffen. Es folgten zudem Diffamierungen der Oppositionellen in Presse und Partei: Ende Juli 1927 bezeichnete Stalin sie als „Führer der Faschisten“. Versammlungen der Opposition mussten zunehmend konspirativ abgehalten werden, da öffentliche Kundgebungen von der Geheimpolizei GPU regelmäßig auseinandergetrieben wurden. Trotzki beschrieb die Situation im Spätsommer und Herbst 1927 in seiner Autobiographie Mein Leben unter anderem so:

„Je mehr die Partei sich dem Fünfzehnten Parteitag näherte, der für Ende 1927 angesetzt war, umso mehr fühlte sie sich an einem historischen Kreuzweg. Eine tiefe Unruhe durchzitterte ihre Reihen. Trotz dem ungeheuren Terror erwachte in der Partei der Wunsch, die Stimme der Opposition zu vernehmen. Das war nur auf illegalem Wege zu erreichen. An mehreren Stellen in Moskau und in Leningrad fanden geheime Versammlungen von Arbeitern, Arbeiterinnen und Studenten statt, wo zwanzig bis hundert und zweihundert Menschen zusammenkamen, um einen Vertreter der Opposition anzuhören. Im Laufe eines Tages besuchte ich zwei, drei mitunter auch vier solcher Versammlungen. Sie fanden gewöhnlich in Arbeiterwohnungen statt. Zwei kleine Zimmerchen waren vollgestopft, der Redner stand in der Türe zwischen den Zimmern. Manchmal saßen alle auf dem Fußboden; häufiger mußte man wegen Raummangel stehend diskutieren. Mitunter erschienen Vertreter der Kontrollkommission mit der Aufforderung an die Versammelten, auseinanderzugehen. Man lud sie ein, sich an der Diskussion zu beteiligen. Störten sie, dann wurden sie vor die Türe gesetzt. Insgesamt haben in Moskau und Leningrad etwa zwanzigtausend Menschen solche Versammlungen besucht. Der Zustrom wuchs. Die Opposition hatte geschickt eine große Versammlung im Saal der Technischen Hochschule vorbereitet, der von innen besetzt wurde. Der Saal war von zweitausend Menschen überfüllt. Eine große Menge blieb noch auf der Straße. Störungsversuche der Verwaltung blieben erfolglos. Ich und Kamenjew sprachen etwa zwei Stunden. Nunmehr erließ das Zentralkomitee einen Aufruf an die Arbeiterschaft, man müsse die Versammlungen der Opposition mit Gewalt auseinandertreiben. Dieser Aufruf war nur eine Maskierung für die sorgfältig vorbereiteten Überfälle von Stoßtrupps der GPU auf die Opposition. Stalin wollte eine blutige Lösung. Wir gaben das Signal, die großen Versammlungen vorübergehend einzustellen. Aber das war schon nach der Demonstration vom 7. November.“

In einer Sitzung des Gemeinsamen Plenums des ZK und ZKK in Moskau im selben Jahr von Stalins Äußerung versuchte man, die Opposition zu einer Mitarbeit im Apparat und einer öffentlichen Entschuldigung zu zwingen, um einen offenen Bruch (vorerst) zu verhindern. Die Oppositionellen lehnten ein Eingehen auf diese Forderung ab. Das Plenum entschied sich deshalb dafür, für den Ausschluss Trotzkis und Sinowjews aus dem ZK zu stimmen, wie viele Staatsbeamte schon vorher forderten.

## Unterdrückung und Wirken nach 1927

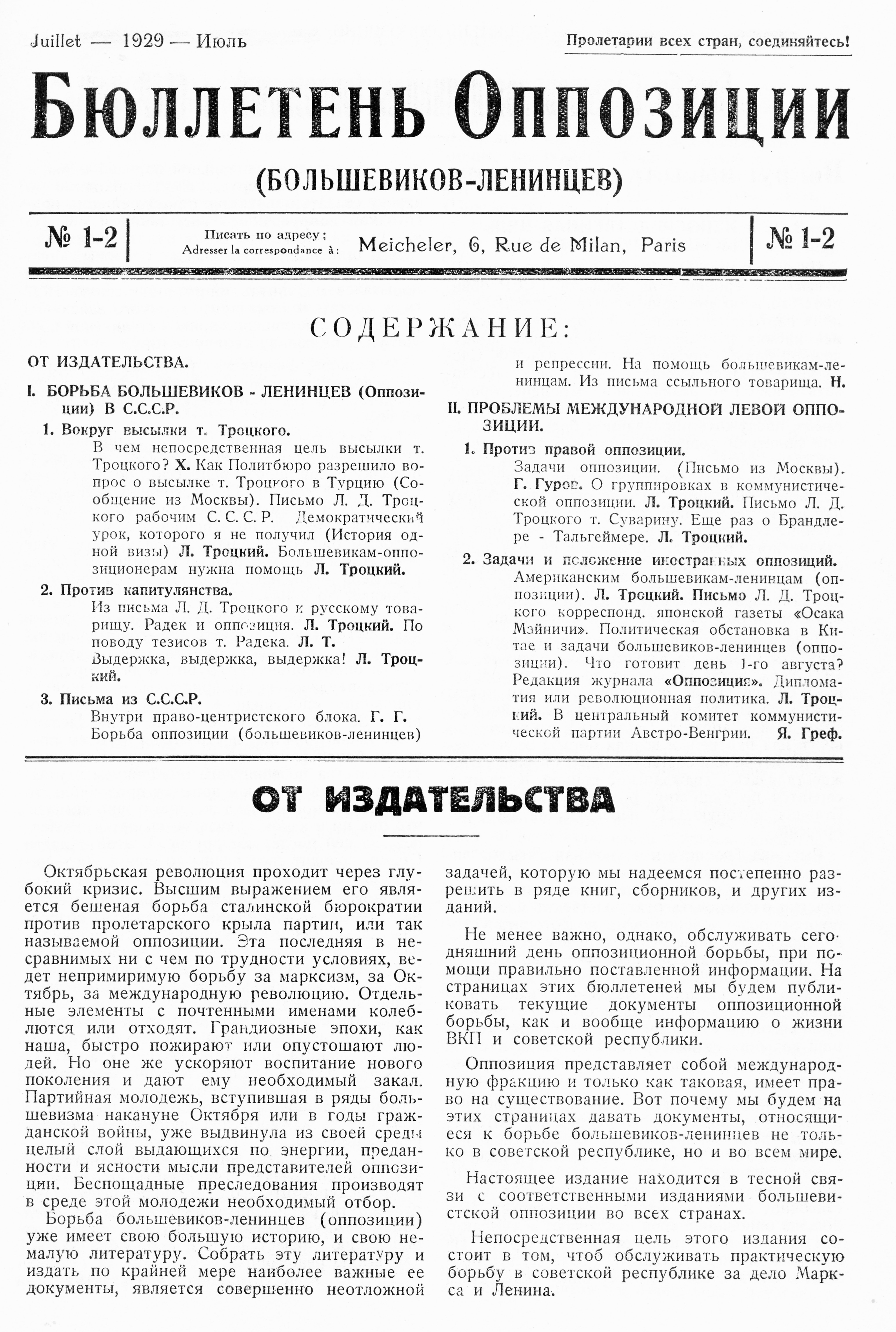
Erste Ausgabe von Trotzkis Bulletin der Opposition, das ab 1929 erschien und als Sprachrohr der Linken Opposition illegal in der Sowjetunion verbreitet wurde

Anfang September 1927 legte die Opposition der Parteiführung eine Plattform der Vereinigten Opposition zur Diskussion vor. Unter anderem wurde eine Reform des schwerfälligen Parteiapparats und der Wirtschaftsverwaltung gefordert. Ab diesem Zeitpunkt steigerten sich die massiven Repressalien des stalinistischen Regimes. Es fanden immer wieder Hausdurchsuchungen und Verhaftungen statt, man hetzte in der Presse gegen die Oppositionellen, oppositionelle Arbeiter wurden aus den Betrieben entlassen, es kam zu Parteiausschlüssen. Die Verbreitung der Streitschrift vom September wurde verboten. Jeder Ansatz von oppositioneller Demonstration wurde im Keim erstickt.
Der XV. Parteitag am 2. Dezember 1927 wurde genutzt, um sämtliche Oppositionellen in der Parteiführung auszuschließen. Sie wurden schließlich verbannt. Die Sinowjewisten und Kamenewisten schlossen sich unter dem Druck massiver Repressalien den Stalinisten an. Das Ende der Opposition als einheitlicher Organisation war damit besiegelt.
Auch die sogenannte Rechte Opposition, die sich gegen die Beendigung der Neuen Ökonomischen Politik (NEP) und die Zwangskollektivierung der Landwirtschaft ausgesprochen hatte, wurde Anfang 1929 von Stalin und seinen Anhängern zerschlagen, obwohl ihre Protagonisten sich vorher an Stalins Kampagne gegen Trotzkis Linksopposition beteiligt hatten. Mit der Kapitulation der Rechten war auch der letzte offizielle innerparteiliche Widerstand gegen Stalins unumschränkte Machtansprüche gescheitert.
Obwohl die organisierten oppositionellen Strömungen in der sowjetischen Kommunistischen Partei bis Ende der 1920er Jahre ausgeschaltet waren, endeten ihre Aktivitäten nicht, sondern verlagerten sich aufgrund der gesteigerten staatlichen Repressalien nur zunehmend in den Untergrund, wobei eine Ausdifferenzierung und Zersplitterung festzustellen ist, die mit den durch die illegalisierten Aktivitäten einhergehenden Begleitumständen der politischen Arbeit erklärt werden kann. Die Verbindungen zwischen den oppositionellen Gruppen in den einzelnen Städten und Regionen rissen ab, ihre Führer mussten entweder kapitulieren und standen deshalb für Widerstandsarbeit nicht mehr zur Verfügung, oder waren ins Exil getrieben worden (so zum Beispiel Leo Trotzki selbst). Die Kritiker der stalinistischen Herrschaft mussten von nun an auf sich alleine gestellt arbeiten und erhielten keine Weisungen mehr von einer politischen Führung, was einheitliche politische Aktionen und Analysen fast unmöglich machte.
Dennoch erreichten oppositionelle Aktivitäten Anfang der 1930er Jahre mit der immer spürbarer werdenden Verschlechterung der wirtschaftlichen Lage in der UdSSR und Bauernaufständen in ihren ländlichen Regionen (als Folge der überhasteten Kollektivierungskampagne der stalinistischen Führung ab 1929) sowie Streiks in den Industriezentren einen neuen Höhepunkt. Der russische Historiker Wadim S. Rogowin berichtet in diesem Zusammenhang von einem Treffen Oppositioneller in einer Moskauer Wohnung im Jahre 1932, an dem auch Grigori Sinowjew und Lew Kamenew teilgenommen und dabei zugestanden haben sollen, dass ihre Kapitulation vor Stalin fünf Jahre zuvor der schlimmste Fehler ihres Lebens gewesen sei und jetzt nach Möglichkeiten gesucht werden müsse, um mit Trotzki Kontakt aufzunehmen und Stalin zu entfernen. Schon 1931 hatte der ehemalige Volkskommissar für Post- und Telegraphenwesen und Trotzki-Anhänger Iwan Smirnow bei einem offiziellen Termin in Berlin Kontakt mit Trotzkis Sohn, Leo Sedow, aufgenommen und mit ihm verschiedene Möglichkeiten einer Zusammenarbeit zwischen Trotzki und seinen im Untergrund tätigen sowjetischen Anhängern ausgelotet. Diese Beispiele zeigen deutlich auf, dass von einem Ende der Aktivitäten der Linken Opposition nach ihrer offiziellen Zerschlagung 1927 keine Rede sein kann.
Ein weiterer bedeutender Versuch der Organisierung sozialistischer Opposition gegen Stalin ist ebenfalls im Jahre 1932 zu verorten. Der Parteifunktionär Martemjan Nikititsch Rjutin war noch 1927 als erbitterter Gegner der Linken Opposition und Verbündeter Stalins im Kampf gegen sie aufgetreten. Dennoch geriet er in der Folgezeit in scharfe Konflikte mit der Stalin-Führung und begann oppositionelle Aktivitäten im Untergrund zu entfalten. Am 21. August 1932 fand im in der Nähe von Moskau gelegenen Dorf Golowino eine Versammlung statt, auf der Rjutin mit seinen Anhängern eine eigene Gruppierung unter dem Namen „Union der Marxisten-Leninisten“ gründete und ein Manifest verfasste, das nachfolgend vor allem am Moskauer Institut der Roten Professur zirkulierte. Hierin hieß es unter anderem: „Dem Staat ist der Maulkorb angelegt worden, überall herrscht Unrecht, Willkür und Gewalt, jeder Arbeiter und Bauer ist bedroht. Die revolutionäre Gerechtigkeit wird mit Füßen getreten! [...] Die Krise der Sowjetmacht im engeren Sinne des Wortes kommt in erster Linie in der Krise der sowjetischen Demokratie zum Ausdruck. Die Sowjetdemokratie ist durch die persönliche Diktatur Stalins verdrängt und ersetzt worden.“ Die GPU deckte Rjutins Organisation schnell auf und verhaftete ihn bereits am 22. September 1932. Er wurde zu zehn Jahren Gefängnis verurteilt, jedoch schon 1937 erschossen.
Anhänger von durch die GPU aufgedeckten oppositionellen Zirkeln oder Parteimitglieder, die verdächtigt wurden, mit diesen in Kontakt zu stehen, wurden für gewöhnlich in die Verbannung nach Sibirien oder Zentralasien geschickt. Erst mit dem Beginn des Großen Terrors bürgerten sich sofortige Hinrichtungen als Standardverfahren für oppositionelle Kommunisten ein. In den sibirischen Lagern selbst herrschte Anfang der 1930er Jahre rege politische Aktivität, die vielfach dokumentiert ist. So berichtet der jugoslawische Linkskommunist Ante Ciliga in seinem Buch „Im Land der verwirrenden Lüge“, das sich mit Ciligas politischen Erfahrungen und Lager-Aufenthalten in der UdSSR befasst, vom Gefängnis in Werchni-Uralsk, wo bei seiner Ankunft 1930 alleine 120 von 140 kommunistischen Häftlingen Trotzkisten (also Anhänger der Linken Opposition) gewesen seien. Artikel und Zeitschriften von Oppositionsführern wie Trotzki und Rakowski seien frei zugänglich gewesen und von den Häftlingen lebhaft diskutiert und kommentiert worden. Die Trotzkisten werden von Ciliga nochmals in unterschiedliche Richtungen eingeteilt, die sich mit der Zeit herausgebildet hätten. Streitpunkte seien bei ihnen vor allem die richtige Interpretation des Wortlauts in Trotzkis aus dem Exil eintreffenden Schriften gewesen. Die deutsche Kommunistin Susanne Leonhard machte in ihrer Veröffentlichung „Gestohlenes Leben - Schicksal einer politischen Emigrantin in der Sowjetunion“ exemplarisch die sowjetische Trotzkistin Jelena Ginsburg bekannt, die ebenfalls als Linksoppositionelle in verschiedenen Lagern eingesperrt war, bevor sie im Winter 1937 erschossen wurde.
Nahezu alle führenden Mitglieder der ehemaligen Linken Opposition wurden in den Moskauer Prozessen während des Großen Terrors ermordet. Leo Trotzki selbst entfloh den Schauprozessen nur dadurch, dass er 1929 aus der UdSSR verbannt worden war. In der Folgezeit entwickelte er mit dem Trotzkismus seine eigene Weiterentwicklung des Marxismus, die eine  soziale und politische Analyse des stalinistischen Systems in der Sowjetunion beinhaltete. Im Exil versuchte er die Arbeit der Linken Opposition weiterzuführen; 1929 gründete er in Paris die Zeitschrift „Бюллетень оппозиции“ (Bulletin der Opposition). Seine Theorien führten 1938 zur Gründung der Vierten Internationale in Paris. Trotzki wurde schließlich im August 1940 von einem Agenten Stalins in Mexiko ermordet, womit auch der letzte und gleichsam bedeutendste Kopf der Linken Opposition ausgeschaltet war.
Antistalinistische Oppositionsgruppen auf marxistischer Basis hielten sich im Untergrund laut einigen Berichten teilweise bis zum deutschen Überfall auf die UdSSR 1941. Der Oppositionelle Eduard Dune, der im Arbeitslager Workuta eingesperrt war und während des Zweiten Weltkrieges aus der Sowjetunion floh, bestätigte solche oppositionellen Aktivitäten aus dem Umfeld der „Demokratischen Zentralisten“ 1947 in einer menschewistischen Exilanten-Zeitschrift.
Im Zuge der „Entstalinisierung“ nach Stalins Tod 1953 wurde keines der Mitglieder der Linken Opposition rehabilitiert. Diese Tatsache hängt damit zusammen, dass die Forderungen der Trotzkisten auch nach Stalins Ableben die substanziellen Grundlagen der „realsozialistischen“ Staaten (Herrschaft der Bürokratie über Staat und Gesellschaft, Unterdrückung der freien Meinungsäußerung und einige weitere) anrührten und deshalb von den jeweiligen Machthabern als gefährlich eingeschätzt wurden.

## Führungsfiguren der Linken Opposition
- Leo Trotzki († 1940), russischer Revolutionär und enger Weggefährte Lenins, Gründer der Roten Armee und „Anführer“ der Linken Opposition, Begründer der marxistischen Analyse des Stalinismus und der Vierten Internationale
- Christian Rakowski († 1941), bulgarischer Revolutionär und sowjetischer Diplomat
- Adolf Joffe († 1927), russischer Revolutionär, sowjetischer Diplomat und enger Weggefährte Trotzkis
- Jewgeni Preobraschenski († 1937), Wirtschaftstheoretiker und Politbüromitglied
- Wladimir Antonow-Owsejenko († 1938), Politischer Hauptkommissar der Roten Armee und Diplomat
- Nikolai Muralow († 1937), Kommandeur der Roten Armee und Kommandant der Moskauer Garnison während der Revolution 1917
- Jakob Drobnis († 1937), Stellvertretender Vorsitzender des Kleinen Rats der Volkskommissare
- Timofei Sapronow († 1937), Führer der Gruppe „Demokratische Zentralisten“, mit der er sich der Vereinigten Opposition anschloss
- Georgi Pjatakow († 1937), Kommissar der Roten Armee und Parteifunktionär in verschiedenen Funktionen
- Iwar Smilga († 1937), lettischer Revolutionär und sowjetischer Wirtschaftstheoretiker
- Iwan Smirnow († 1936), Volkskommissar für Post- und Telegraphenwesen zwischen 1923 und 1927, versuchte bis in die frühen 1930er Jahre hinein innerparteiliche Opposition zu organisieren
- Wladimir Smirnow († 1937), Kommissar der Roten Armee.
- Georgi Oppokow († 1938), Volkskommissar für Justizwesen nach der Oktoberrevolution und Kandidat des Zentralkomitees der KPdSU (B)
- Karl Radek († 1939), Journalist und kommunistischer Politiker, der in Polen, Deutschland und der Sowjetunion wirkte
- Victor Serge († 1947), Journalist, Schriftsteller und innerparteilicher Weggefährte Trotzkis